# STS-89
STS-89 (ang. Space Transportation System) – misja wahadłowca kosmicznego Endeavour do kompleksu orbitalnego Mir w ramach programu Shuttle-Mir. Była to dwunasta misja wahadłowca Endeavour, osiemdziesiąta dziewiąta programu lotów wahadłowców i dziesiąta misja promu w programie Shuttle-Mir.

## Załoga
źródło
- Terrence W. Wilcutt (3)* – dowódca
- Joe F. Edwards, Jr. (1) – pilot
- Bonnie J. Dunbar (5) – specjalista ładunku
- Michael P. Anderson (1) – specjalista misji
- James F. Reilly, II (1) –  specjalista misji
- Saliżan Szakirowicz Szaripow (1) –  specjalista misji (Rosja)

*Cyfra w nawiasie oznacza liczbę lotów odbytych przez każdego z astronautów

### Przywieziony na stację Mir
- Andy Thomas (2), specjalista misji

### Powrócił ze stacji Mir
- David A. Wolf (2)

## Parametry misji
- Masa:
  - startowa orbitera: ? kg
  - lądującego orbitera: 114 131 kg
  - ładunku: 7748 kg
- Perygeum: 359 km[1]
- Apogeum: 382 km[1]
- Inklinacja: 51,6°[1]
- Okres orbitalny: 92,0 min[1]

## Cel misji
Ósme dokowanie wahadłowca do rosyjskiej stacji kosmicznej Mir. Na Ziemię powrócił astronauta David Wolf (127 dni 20 godz. 1 min w kosmosie – przyleciał na stację w misji STS-86), którego miejsce zajął Andy Thomas.

### Dokowanie do Mira
- Połączenie z Mirem: 24 stycznia 1998, 20:14:15 UTC
- Odłączenie od Mira: 29 stycznia 1998, 16:56 UTC
- Łączny czas dokowania: 4 dni 20 godzin 41 minut 45 sekund